# Joël Haïkali
 (juin 2024).
Si vous disposez d'ouvrages ou d'articles de référence ou si vous connaissez des sites web de qualité traitant du thème abordé ici, merci de compléter l'article en donnant les références utiles à sa vérifiabilité et en les liant à la section « Notes et références ».
Joël Haïkali est un réalisateur, producteur de films et écrivain namibien.
Son premier long métrage, My Father's Son, est sorti en 2011. Il a également produit plusieurs courts métrages, dont Differences (2008), African Cowboy (2011) et Try (2012), qui ont été projetés à l'Alliance Française de Swakopmund. Haikali a aussi été président de la Namibia Film Commission.

## Carrière
Joe Haikali, cinéaste namibien et propriétaire de la société de production Joe Vision Production, a participé au Festival du film panafricain en 2007 pour établir des liens et réseauter en son nom et au nom d'autres cinéastes namibiens. Son premier long métrage, My Father's Son, est sorti en 2011, avec des dialogues en oshiwambo, afrikaans et anglais. Le casting du film comprend Panduleni Hailundu, Patrick Hainghono et Senga Brockerhoff. En septembre 2015, AfricAvenir et le Centre Culturel Franco-Namibien (FNCC) ont projeté My Father's Son dans la salle du FNCC à Windhoek.
Dans un article de Variety, Haikali s'est exprimé au Berlinale Africa Hub en février 2018, exprimant son intérêt pour le développement de l'industrie cinématographique namibienne grâce à la collaboration avec des collègues étrangers. En tant que président de la Namibia Film Commission, il a approuvé la coproduction Afrique du Sud-Namibie-Allemagne, The Girl from Wereldend. Ses dernières œuvres incluent le long métrage PEPE, qui a remporté l'Ours d'argent à la Berlinale en 2024.

## Filmographie sélectionnée
- Le monde d'aujourd'hui (2004)
- Différences (2008)
- Cowboy africain (2011)
- Le fils de mon père (2011)
- Essayez (2012)
- Invisibles Kaunapawa (2019)